# John Wagner
John Wagner (nacido en 1949) es un guionista de cómics británico. Junto con Pat Mills, ayudó a revitalizar los cómics británicos en los años 1970, y continúa activo en la industria británica del cómic, también trabajando ocasionalmente en cómics estadounidenses. Es conocido sobre todo como cocreador, junto al español Carlos Ezquerra, del personaje Judge Dredd.
Comenzó su carrera en la editorial D. C. Thomson & Co. a finales de los años 1960, antes de convertirse en escritor independiente y miembro del personal editorial de IPC en los años 1970. Trabajó en el campo del humor infantil y cómics de aventura para niñas, pero es más conocido por los cómics de aventuras para niños; colaboró en el lanzamiento de la revista Battle Picture Weekly (1975), para la que escribió «Darkie's Mob», y de la revista 2000 AD (1977), para la que creó numerosos personajes, como el Judge Dredd, Perro de Estroncio, Robo-Hunter y Button Man. En la década de 1980, junto a Alan Grant, escribió numerosos guiones de cómics para la revistas de la IPC, AD 2000, Battle, Eagle, Scream! y Roy of the Rovers. También escribió para el personaje Batman de la editorial DC Comics en los Estados Unidos, y creó una serie de cómics de Batman y Dredd formando equipo, y comenzó el cómic británico independiente The Bogie Man. Judge Dredd ha sido adaptado dos veces para el cine, una en 1995 y otra en 2012, y el director David Cronenberg adaptó su novela gráfica A History of Violence en la película de 2005 del mismo título. Wagner continúa escribiendo para 2000 AD y Judge Dredd Megazine.

## Biografía

### Primeros años e inicios profesionales
Wagner nació en Pensilvania, Estados Unidos, en 1949, fruto de un matrimonio de guerra. Cuando tenía doce años sus padres se separaron y su madre regresó a Greenock (Escocia) con sus hijos. Wagner se describió a sí mismo como «un joven desadaptado» en América, peleándose y metiéndose en problemas, y dice que «se benefició mucho de la disciplina recibida de la vida en Escocia».
Cuando terminó en la escuela se empleó en una imprenta, asistiendo a la universidad en sus días libres, hasta que su tía le mostró un anuncio ofreciendo empleo de asistentes editoriales en D. C. Thomson & Co. en Dundee; consiguió el trabajo, donde le asignaron inicialmente en el departamento de la ficción y posteriormente fue a ser redactor adjunto del cómic romántico Romeo, y también escribió horóscopos. Pat Mills, un compañero también redactor adjunto, y él se hicieron escritores independientes en 1971 y comenzaron a enviar sus trabajos a la editorial IPC de Londres, trabajando en el cobertizo del jardín de la casa de Mills en Wormit, al noroeste de Fife. Comenzando con títulos de humor como Cor!! y Whizzer and Chips, también escribieron para cómics de aventuras de chicas y chicos, incluyendo tiras como «Yellowknife of the Yard», sobre un detective nativo americano en Londres, con dibujos de Doug Maxted, para la revista Valiant; «Partridge's Patch», sobre un amigable policía rural y su perro, con dibujos de Mike Western, para Jet; «The Can-Do Kids» para Lion, o la serie sobre un internado «School for Snobs» para la revista Tammy. Los gerentes de IPC John Purdie y John Sanders comenzaron a prestar atención a sus trabajos.
Después de nueve meses de colaboración la pareja de guionistas decidió separarse, y Wagner se trasladó a Londres para unirse a la plantilla de IPC, donde fue editor de los cómics para muchachas Sandie y Princess Tina hasta 1973, cuando ambos títulos se fusionaron en otros cómics. Dejó los cómics durante un tiempo y ejerció diversos trabajos, como el de cuidador de una finca en las Tierras Altas de Escocia o dragando en una barcaza.

### Battle,ValiantyAction
En el otoño de 1974, Pat Mills se había encargado de desarrollar el cómic bélico Battle Picture Weekly, un nuevo título temático sobre la guerra para que IPC pudiera competir con el Warlord, de D. C. Thomson, y le pidió a Wagner que se uniera a él y ayudara a crear personajes. A Mills y a Wagner no les gustaba la naturaleza aséptica de los cómics para chicos y querían hacerlos más duros, con más héroes de la clase trabajadora. Diseñaron los personajes iniciales ellos mismos, con la ayuda de Gerry Finley-Day, antes de subcontratar las historias a otros escritores. El primer número se publicó con fecha de portada 8 de marzo de 1975, y fue todo un éxito.
Wagner siguió escribiendo para algunos cómics para niñas, como el guion de la tira sobre gimnastas «Bella at the Bar» para Tammy, y fue nombrado editor del semanario para niños Valiant; entre los personajes que creó para este cómic estaba el duro policía de Nueva York «One-Eyed Jack», dibujado por John Cooper, que se inspiraba en la película Harry el Sucio y se convirtió en el personaje más popular del cómic, o «Soldier Sharp», con dibujos de Joe Colquhoun, sobre un cobarde astuto en la Segunda Guerra Mundial. Ambos cómics se transfirieron a Battle cuando Valiant se fusionó con ella en 1976, con «One-Eyed Jack» dejando la policía y convirtiéndose en un espía.
Dejó el editorial y volvió a trabajar como guionista independiente. En 1976-1977 escribió «Darkie's Mob» para Battle, una serie violenta sobre un capitán británico renegado que dirigía a un grupo de soldados perdidos en una guerra personal contra los japoneses en Birmania durante la Segunda Guerra Mundial, con dibujos de Mike Western, que se convirtió en una de las tiras más populares del cómic, aunque Wagner ha dicho desde entonces que lamenta «parte del lenguaje ultranacionalista y racista utilizado»; Titan Books publicó una edición para coleccionistas en 2011. Entre otros títulos que escribió para Battle se encuentran «Joe Two Beans» (1977), sobre un soldado nativo americano mudo en la Campaña del Pacífico de la Segunda Guerra Mundial, dibujado por Eric Bradbury, y la serie naval «HMS Nightshade» (1978-79), con dibujos de Western. Para el polémico y de corta vida Action de Mills, escribió la tira de boxeo «Blackjack». Durante esta época compartió un piso en Camberwell New Road en Londres con el futuro editor de 2000 AD Steve MacManus.

### 2000 AD
En 1976 Mills lo nombró consejero de guion para el nuevo cómic de ciencia ficción que estaba desarrollando, 2000 AD. Wagner propuso que el nuevo cómic necesitaba una historia de policías, y su propuesta, «Judge Dredd», llevó el arquetipo de «Harry el Sucio» todavía más lejos, con un violento hombre de la ley facultado para dispensar justicia instantánea en el Nueva York del futuro. Se le pidió al artista español Carlos Ezquerra que creara la apariencia visual del personaje, pero al principio a Wagner no le gustó la elaborada imagen que Ezquerra había creado, considerando que era «excesiva». Cuando fracasó una propuesta de compra de 2000 AD que habría mejorado los términos y condiciones de los creadores, Wagner abandonó el cómic, dejando a Mills al cargo de desarrollar el personaje contratando historias de escritores independientes. El primer episodio publicado apareció en el número 2, basado en un guion de Peter Harris, reescrito por Mills y con dibujos de Mike McMahon, quien marginó a Ezquerra. Wagner volvió a escribir el guion del número 9, y ha escrito la mayoría de las historias del Juez Dredd desde entonces. Ezquerra volvió en 1982 para dibujar la historia «The Apocalypse War», y continúa dibujando el personaje semi-regularmente.
Wagner creó dos series duraderas en 1978. Una fue «Robo-Hunter», un personaje de una especie de detective privado especializado en casos relacionados con robots, fue inicialmente dibujado por José Ferrer, pero sus páginas fueron en parte rediseñadas por Ian Gibson, quien se acabó convirtiendo en el artista habitual del cómic. La otra, Perro de Estroncio (Strontium Dog), un wéstern de ciencia ficción sobre un cazarrecompensas en un futuro donde los mutantes son una minoría oprimida forzada a hacer el trabajo sucio, fue creado por Wagner y Ezquerra para Starlord, revista de breve duración hermana de 2000 AD con un nivel de producción más elevado. Starlord se fusionó posteriormente con 2000 AD, llevándose con ella «Perro de Estroncio».

### Doctor Who
Durante su colaboración como guionistas, Wagner y Mills habían presentado diversas ideas a la BBC para la serie de televisión Doctor Who en la década de 1970, pero Wagner acabó desistiendo, cansado de las interminables reescrituras solicitadas, una experiencia que lo alejó de los guiones para televisión. Por su parte, la participación de Mills finalizó cuando cambió el editor de guiones del programa; el artista Dave Gibbons conocía esta situación y cuando se le ofreció la oportunidad de dibujar la historia principal en la revista Doctor Who Weekly en 1979, los propuso como guionistas. La pareja escribió cuatro series de ocho partes, basadas en sus guiones de TV sin finalizar. Los adaptaron por separado, Wagner se encargó de «City of the Damned» y «Dogs of Doom», y Mills «The Iron Legion» y «The Star Beast», aunque todos figuraban en los créditos como «Mills & Wagner».

### Colaboración con Alan Grant

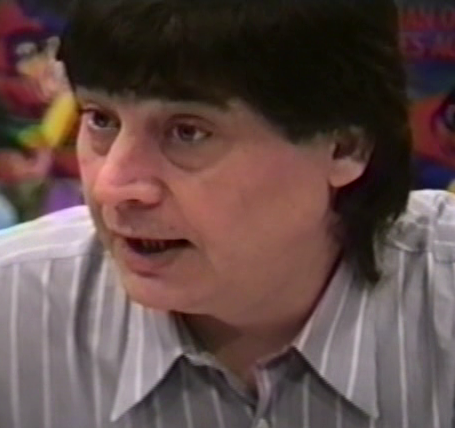
Wagner en una convención de cómics en Nueva York en 1992.

Entre 1980 y 1988 escribió en colaboración con Alan Grant, un viejo amigo y antiguo editor adjunto en D. C. Thomson y 2000 AD con quien compartía una antigua granja en Essex. Wagner (bajo el seudónimo John Howard o TB Grover) aparecía en los créditos de «Judge Dredd» y Grant con el menos frecuente «Robo-Hunter», «Perro de Estroncio», y el spint-off de Judge Dredd «Anderson, Psi Division», mientras que algunos cómics, como la comedia de transporte espacial inspirada en la CB «Ace Trucking Co.», fueron acreditados a «Grant/Grover». «Judge Dredd» se publicaba acreditado a «Wagner/Grant» a partir de 1986.
A petición de John Sanders crearon otros seudónimos, para disimular lo prolíficos que eran los dos escritores. Para la renacida Eagle escribieron el guion de «Doomlord», «Joe Soap», «Rebel the Police Dog», «Computer Warrior», «The Fists of Danny Pyke», «Manix» y «The House of Daemon»; para Scream! «The Thirteenth Floor»; para Roy of the Rovers «Dan Harker's War»; y para Battle escribieron «Invasion 1984». Por esta época Wagner escribió el cómic documental «Fight for the Falklands» para Battle, sin la colaboración de Grant que no tenía interés en las historias de guerra, y «Dan Dare» junto a Pat Mills para Eagle.
Wagner y Grant formaron parte de la llamada «invasión británica» de los cómics estadounidenses durante los años 1980. En 1987 su primer título, una miniserie titulada «Outcasts», fue publicada por DC Comics con Cam Kennedy como dibujante. «Outcasts» tuvo una buena acogida, aunque nunca se vendió en grandes cantidades, y este éxito llevó a la pareja a escribir Batman a partir del número 583 de Detective Comics, con gran parte del trabajo artístico a cargo de Norm Breyfogle. Grant y Wagner introdujeron a Scarface en su primera historia de Batman y a Cazador de Ratas en la tercera. La pareja también creó la sombría distopía nuclear «The Last American» para Epic Comics con el largamente dibujante de Dredd Mike McMahon. Discrepancias sobre la dirección de ese título y el final de la historia del juez Dredd «Oz» llevó al final de la asociación de ambos guionistas y dividieron su trabajo: Wagner mantuvo «Judge Dredd», mientras que Grant continuó con «Perro de Estroncio» y «Anderson, Psi Division» y quedó como único guionista de Detective Comics. Aunque los dos continúan colaborando ocasionalmente, no han vuelto a formar una asociación a tiempo completo.

### Derechos de autor
En 1987, la división de cómics de IPC fue vendida a Robert Maxwell como Fleetway Publications. John Davidge fue nombrado director de publicaciones en 1989 y unas semanas después Wagner se presentó en su despacho y vació una gran bolsa de productos de merchandising del juez Dredd en su escritorio, indicándole que no había recibido regalías por ninguno de esos productos. Davidge, que tenía antecedentes en la publicación de revistas y libros, se sorprendió y formalizó contratos por escrito y pagos de regalías para los creadores de cómics.

### Años 1990
Una de las series en las que Wagner y Grant continuaron escribiendo en colaboración fue The Bogie Man, sobre un enfermo mental que cree que es Humphrey Bogart, o más bien una mezcla de los personajes que interpretó, y monta casos imaginarios al asociar acontecimientos aleatorios con tramas de las películas de Bogart. Antes de escribir el guion de Outcasts le habían propuesto esta serie a DC Comics, pero sin éxito. Se publicó por primera vez en 1989 como una miniserie de cuatro partes por la editorial escocesa independiente Fat Man Press, con la intención de incluirla entre las actividades relacionadas con designación de Glasgow como Capital Europea de la Cultura en 1990, y posteriormente otros editores continuaron con la serie.
Wagner y Grant fueron nombrados consultores de una nueva revista hermana de 2000 AD, Judge Dredd Megazine, en 1990. Wagner hizo la mayor parte del trabajo de desarrollo, y escribió tres de los cinco episodios de la primera etapa, entre los que estaba «America», con ilustraciones de Colin MacNeil, que analizó el carácter totalitario del sistema judicial al que pertenece Judge Dredd a través de la historia de una joven que se convirtió en una terrorista en favor de la democracia, y «Young Death: Boyhood of a Superfiend», con Peter Doherty como dibujante, que relataba de forma humorística el origen del Juez Muerte, el archienemigo de Dredd. Tras concentrar su trabajo en Dredd en Megazine, Wagner dejó el personaje durante un tiempo, durante el cual fue sustituido por Garth Ennis, Grant Morrison, Mark Millar y otros. No escribió para 2000 AD durante más de tres años.
Wagner participó en los inicios de Toxic!, una antología semanal independiente lanzada en 1991, pero, aparte de dos episodios de Bogie Man coescritos con Grant, la mayoría de sus propuestas fueron rechazadas y se retiró del proyecto. Una de esas propuestas, «Al's Baby», una comedia sobre un asesino a sueldo mafioso que se queda embarazado, con dibujos de Carlos Ezquerra, se publicó en Judge Dredd Megazine en 1991, y «Button Man», un thriller contemporáneo de gladiadores urbanos con dibujos de Arthur Ranson, fue publicado en 2000 AD en 1992. Ambas generaron secuelas.
Wagner y Grant se unieron de nuevo en 1992 para escribir Judgement on Gotham, una novela gráfica con Judge Dredd y Batman formando equipo, coeditado por Fleetway y DC con dibujos a cargo de Simon Bisley. Le siguieron otras colaboraciones entre Dredd y Batman, pero estuvieron plagados de retrasos en la producción.
A mediados de la década de 1990 trabajó en una serie de material licenciado propiedad de Dark Horse Comics en los Estados Unidos, como la serie Aliens, basada en la saga cinematográfica Alien, algunos trabajos para la saga Star Wars (sobre todo historias protagonizadas por Boba Fett y la sección de cómics del proyecto multimedia Star Wars: Sombras del Imperio), o Xena: la princesa guerrera.
En 1997 escribió su primera novela gráfica original, Una historia violenta (A History of Violence), un thriller contemporáneo sobre un hombre modesto de un pequeño pueblo cuyos antecedentes en el crimen de pandillas vuelven a atormentarlo, con dibujos de Vince Locke y publicado por Paradox Press, una división de DC Comics, y que fue nominada para el Prize for Scenario del Festival Internacional de la Historieta de Angulema en 2006.

### sigloXXI
En el año 2000 revivió junto a Carlos Ezquerra Perro de Estroncio (el personaje principal, Johnny Alpha, había sido asesinado en 1990 en una historia escrita por Alan Grant), basado en un guion que Wagner había escrito para un episodio piloto para la televisión que finalmente no se había llevado a cabo. Inicialmente las historias se situaron antes de la muerte del personaje, pero en el episodio de 2010 «The Life and Death of Johnny Alpha» Johnny volvió a la vida.
Wagner ha continuado siendo el principal guionista de Judge Dredd en 2000 AD y Judge Dredd Megazine. En 2003 coescribió el crossover de Judge Dredd/Alien, «Incubus», con Andy Diggle, que fue publicado conjuntamente por Dark Horse Comics y 2000 AD. Desde 2005 ha compartido el personaje con otros escritores, como Gordon Rennie, Robbie Morrison, Si Spurrier, Al Ewing y Michael Carroll. Entre sus principales contribuciones se pueden citar «Origins» (2006-2007), donde se relata cómo se estableció el sistema de Jueces, o «Day of Chaos» (2011-2012), en el que se destruyen muchas de las instituciones del universo ficticio de Dredd, dejando una ciudad todavía más peligrosa.
Padre de dos hijos, Wagner vive con su esposa cerca de Shrewsbury, en Inglaterra.

## Estilo e influencia
Pat Mills describe el estilo de Wagner como «romántico pero no emotivo». Sus representaciones de acción violenta, desde «Darkie's Mob» al «Judge Dredd» o Una historia violenta, son poco sentimetales y cargadas de humor mordaz. Otros cómics, como «Robo-Hunter», «Ace Trucking Co.» o «The Balls Brothers», muestran una faceta más cómica en su escritura. Se le conoce por escribir guiones concisos, descritos por el dibujante Dave Gibbons como «telegramas apasionantes». Wagner dice de sí mismo que no piensa visualmente, sino «en términos de desarrollo de argumentos [y] de diálogo» y que prefiere dejar las decisiones visuales al dibujante.
Descrito por Warren Ellis como «probablemente el escritor más influyente del cómic británico», se le cita como una influencia para guionistas como Alan Grant, que dijo que «me enseñó casi todo lo que sé sobre la escritura de cómics», Garth Ennis, Andy Diggle o Rob Williams. Alan Moore se inspiró en los trabajos de Wagner y Pat Mills en 2000 AD para intentar expresar sus ideas en los cómics. Se aprecia la influencia de Wagner en los cómics de D. C. Thomson & Co. de los años 1960 y 1970. Al margen de los cómics, entre los autores que Wagner admira se encuentran John Steinbeck, Patrick O'Brian y Michael Connelly.

## Adaptaciones
La BBC escocesa realizó en 1992 un telefilme de The Bogie Man, protagonizado por Robbie Coltrane, pero no tuvo buena acogida y nunca llegó a convertirse en una serie y del que Wagner y Grant obtuvieron muy poco dinero. Wagner consideró que el guionista no hizo un buen trabajo adaptándolo y que Coltrane no entendió al personaje.
En 1995 se estrenó la película Judge Dredd, una versión de elevado presupuesto del cómic dirigida por Danny Cannon y protagonizada por Sylvester Stallone. Wagner quedó descontento con el resultado, considerando que habían escogido para filmar «el guion equivocado» y que «Stallone estaba mal aconsejado». En septiembre de 2012 se estrenó Dredd, un segundo intento de adaptación del personaje a la gran pantalla dirigida por Pete Travis con guion de Alex Garland y protagonizada por Karl Urban. En esta ocasión Wagner fue consultado sobre el guion, participó en la promoción de la película, y dijo de ella que «a diferencia de la primera película, es una representación auténtica del Juez Dredd».
En 2005 su novela gráfica Una historia violenta fue adaptada al cine con el mismo título, dirigida por David Cronenberg y protagonizada por Viggo Mortensen,
Maria Bello, William Hurt y Ed Harris. Wagner había respaldado la película una vez que vio al grupo de actores que Cronenberg había reunido. La película fue nominada para la Palma de Oro en el Festival de Cine de Cannes en mayo de 2005 y el guion, obra de Josh Olson, fue nominado para el premio al mejor guion adaptado en los Óscar de 2005.
En mayo de 2012 se publicó la noticia de que el director danés Nicolas Winding Refn estaba en conversaciones con DreamWorks sobre una posible película de «Button Man», Button Man: The Killing Game.